# Svenska Dagbladet

Het logo van de krant

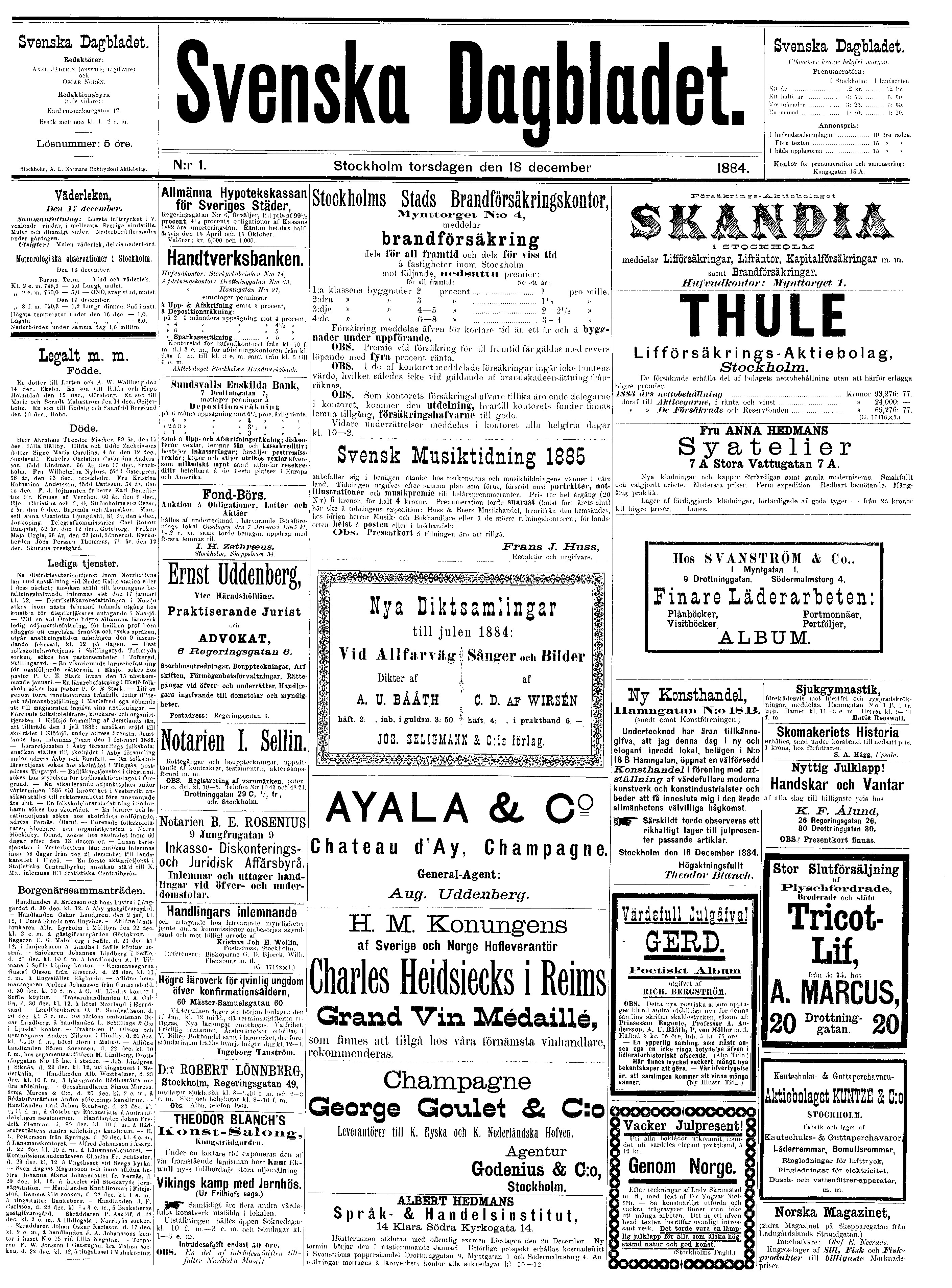
De eerste uitgave

Svenska Dagbladet (afgekort SvD, "Zweeds Dagblad") is een Zweedse dagelijkse krant. De eerste uitgave verscheen op 18 december 1884. Het hoofdkantoor bevindt zich in Stockholm. De krant biedt nationaal en internationaal nieuws alsmede lokaal nieuws over Groter Stockholm (Storstockholm). 
Svenska Dagbladet is de derde krant van Zweden (na Dagens Nyheter en Göteborgs-Posten), met een oplage van 194.100 in mei 2006. 
De krant heeft een 'neutraal-gematigd' standpunt - wat betekent dat de krant neutraal is - maar neigt naar het liberaal-conservatisme van de Gematigde Partij van Zweden.